# Rocket de Laval
Le Rocket de Laval est un club de hockey sur glace professionnel dans la Ligue américaine de hockey, basé à Laval, au Québec. Il s'agit du club-école des Canadiens de Montréal depuis la saison 2017-2018. Le club dispute ses parties locales à la Place Bell.

## Histoire
Le 11 juillet 2016, la Ligue américaine de hockey annonce l'approbation unanime par ses dirigeants de la relocalisation, dès la saison 2017-2018, de la franchise des IceCaps de Saint-Jean, affiliée aux Canadiens de Montréal, vers Laval, en banlieue de Montréal. Le club jouera ses parties à domicile à la Place Bell, alors en construction.
La franchise, originellement fondée en 1969 sous le nom de Voyageurs de Montréal, a connu plusieurs déménagements au cours de son histoire.
| Équipe                          | Période d'activité    |
| ------------------------------- | --------------------- |
| Voyageurs de Montréal           | 1969-1970 à 1970-1971 |
| Voyageurs de la Nouvelle-Écosse | 1971-1972 à 1983-1984 |
| Canadiens de Sherbrooke         | 1984-1985 à 1989-1990 |
| Canadiens de Fredericton        | 1990-1991 à 1998-1999 |
| Citadelles de Québec            | 1999-2000 à 2001-2002 |
| Bulldogs de Hamilton            | 2002-2003 à 2014-2015 |
| IceCaps de Saint-Jean           | 2015-2016 à 2016-2017 |

Le 31 août 2016, le nom « Rocket » est choisi, issu d'un concours auprès des partisans. Le nom de l'équipe rappelle le joueur légendaire des Canadiens de Montréal Maurice Richard. Le logo, l'uniforme et les couleurs sont dévoilées le 31 janvier 2017. Le 29 juin 2017, le Rocket annonce que le club retient les services de l'entraîneur-chef Sylvain Lefebvre, qui occupe le poste au sein de l'équipe affiliée du Canadien depuis juin 2012, alors les Bulldogs de Hamilton. De plus, l'organisation des Canadiens nomme Larry Carrière en tant que directeur général de l'équipe.
Le club joue sa première partie officielle le 6 octobre 2017 à Laval dans une victoire de 3 à 0 contre les Senators de Belleville. Le premier but de leur histoire est marqué par Daniel Audette. Le 3 novembre 2017, Byron Froese devient le tout premier capitaine du Rocket à la suite d'un vote tenu auprès des joueurs.

## Identité de l'équipe

### Nom
La même journée de l'annonce de la création du club, soit le 11 juillet 2016, le début d'un concours en trois phases fut déclaré afin de déterminer le nom de la nouvelle équipe, et qui se poursuivrait jusqu'au 31 août. La première phase (11 au 22 juillet) consistait à recueillir des suggestions de nom auprès des partisans dont 12 étaient retenues pour le vote de la deuxième phase (26 juillet au 8 août). Finalement, trois suggestions, Patriotes, Rapides et Rocket, furent retenues pour un vote final. Le Rocket, qui se démarquait déjà dès la première phase, reçut la majorité des votes avec 51 %, les deux autres recevant respectivement 24  et 25 %. Plus de 54 000 votes ont été enregistrés durant le concours et le nombre de suggestions atteignait déjà 850 dès le premier jour.

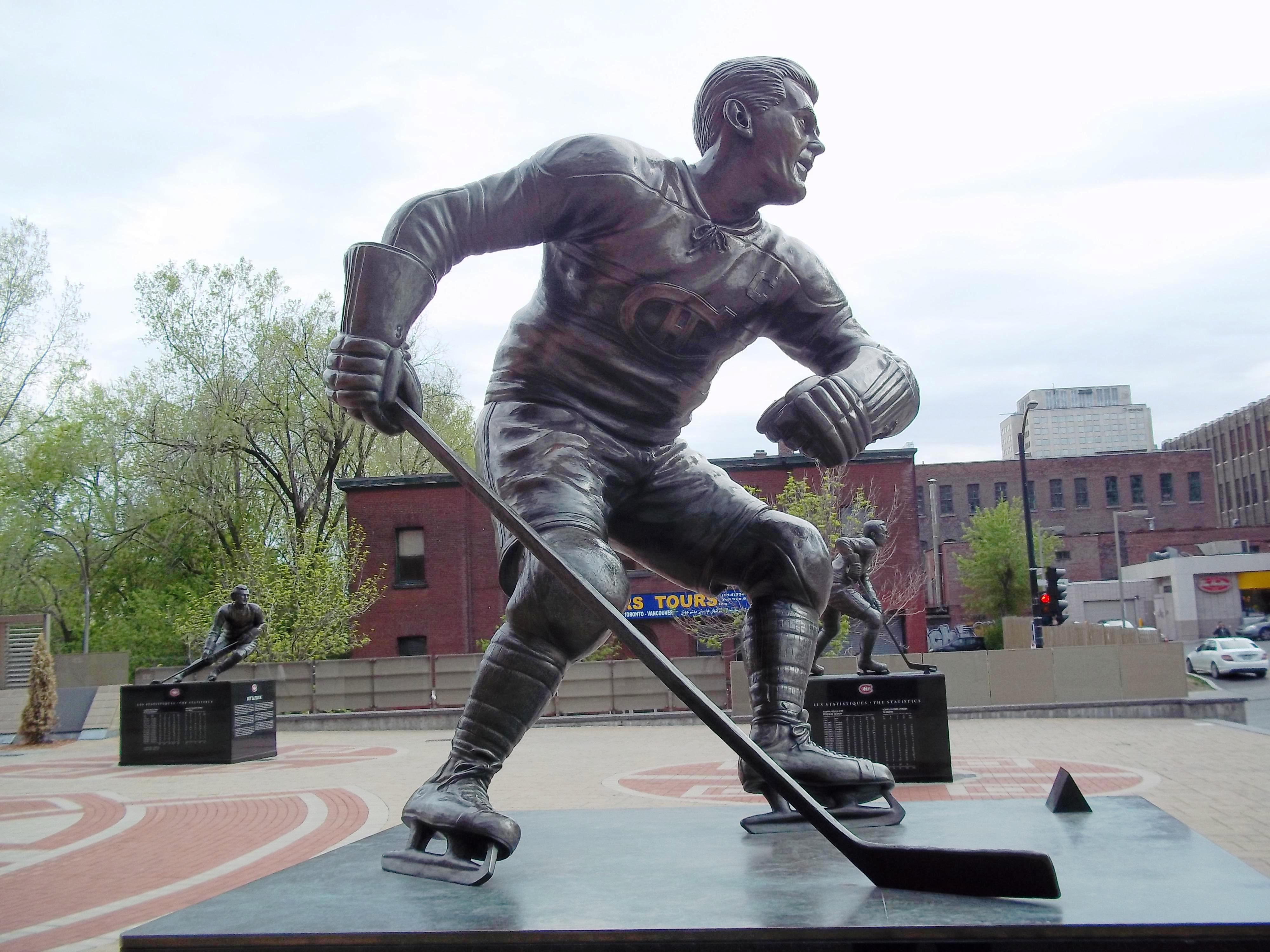
Statue de Maurice « Rocket » Richard devant le Centre Bell.

Le nom Rocket se réfère au surnom donné à la légende des Canadiens de Montréal Maurice Richard, qui joua 18 saisons avec le club de 1942 à 1960 pour 8 conquêtes de la Coupe Stanley. Il est un des joueurs les plus reconnus à travers le monde, intronisé au Temple de la renommée du hockey en plus d'être une icône pour la communauté canadienne française encore aujourd'hui. Le club est la deuxième équipe de hockey sur glace du Grand Montréal à adopter ce nom après le Rocket de Montréal de la Ligue de hockey junior majeur du Québec(1999-2003 présentement les Islanders de Charlottetown).
« Le message était clair; nos partisans souhaitaient un nom qui résonne dans l’imaginaire collectif et qui honore la mémoire de Maurice Richard, l’une des figures légendaires des Canadiens et du patrimoine culturel du Québec. Nous ne pouvons que saluer le résultat », a commenté Vincent Lucier, président de la Place Bell, à la suite de l'annonce des résultats du vote.

### Couleurs et logo
Les couleurs, logo et uniforme du Rocket ont été dévoilés le 31 janvier 2017, avec la présence de plusieurs anciens joueurs des Canadiens dont Francis Bouillon, Patrice Brisebois, Mathieu Darche, Yvan Cournoyer et Réjean Houle. Des membres de la famille Richard étaient également présents. Les couleurs du Rocket sont les mêmes que son équipe affiliée, les Canadiens, soit le bleu, le blanc et le rouge.
Le Rocket a travaillé en collaboration avec l'agence de publicité Lg2, sous la thématique « Propulsé par l'histoire », pour créer le logo représentant un R majuscule bleu dans lequel est gravé le nom de l'équipe à la verticale. Selon Vincent Lucier, président de la Place Bell, ce logo a été conçu de manière à être simple, intemporel, et dans l'objectif qu'il devienne un classique avec le temps. Le président et propriétaire des Canadiens Geoff Molson le décrit comme n'étant « pas trop Canadien, moderne et différent ».

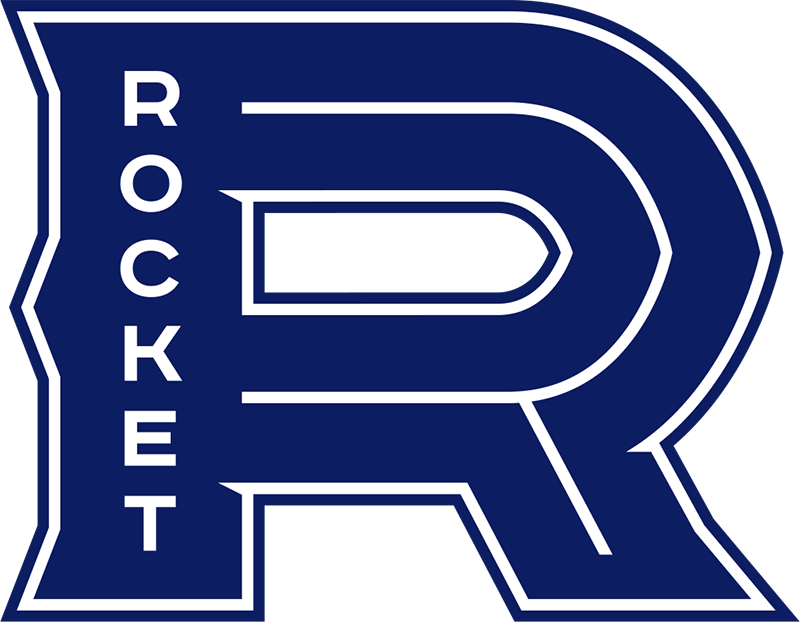
Premier logo du Rocket de Laval (actuel).

### Uniforme
L'uniforme que l'équipe porte à partir de la saison 2017-2018 est un assemblage de bleu, de blanc et de rouge, orné à l'avant par le logo de l'équipe. Une forme de bouclier dans lequel est écrit le nom de l'équipe est présent sur chacune des manches, au-dessus d'un numéro 9, numéro de Maurice Richard durant sa carrière avec Montréal, et d'une flamme, symbole de propulsion. Ce même symbole de flamme est répété sous les numéros au dos, ainsi qu'à l'arrière des bas à la hauteur des mollets. Finalement, on peut apercevoir l'inscription « Laval » (siège du Rocket) sur les épaules et au niveau du collet.

### Mascotte
La mascotte du Rocket de Laval, nommée Cosmo, est un personnage bleu portant le maillot de l'équipe, une casquette à l'envers et des souliers en forme de fusée. Il fut révélé lors d'une série de trois courtes capsules vidéo humoristiques impliquant Youppi!, la mascotte des Canadiens de Montréal, dont il est le jeune cousin éloigné.

## Aréna

### Place Bell

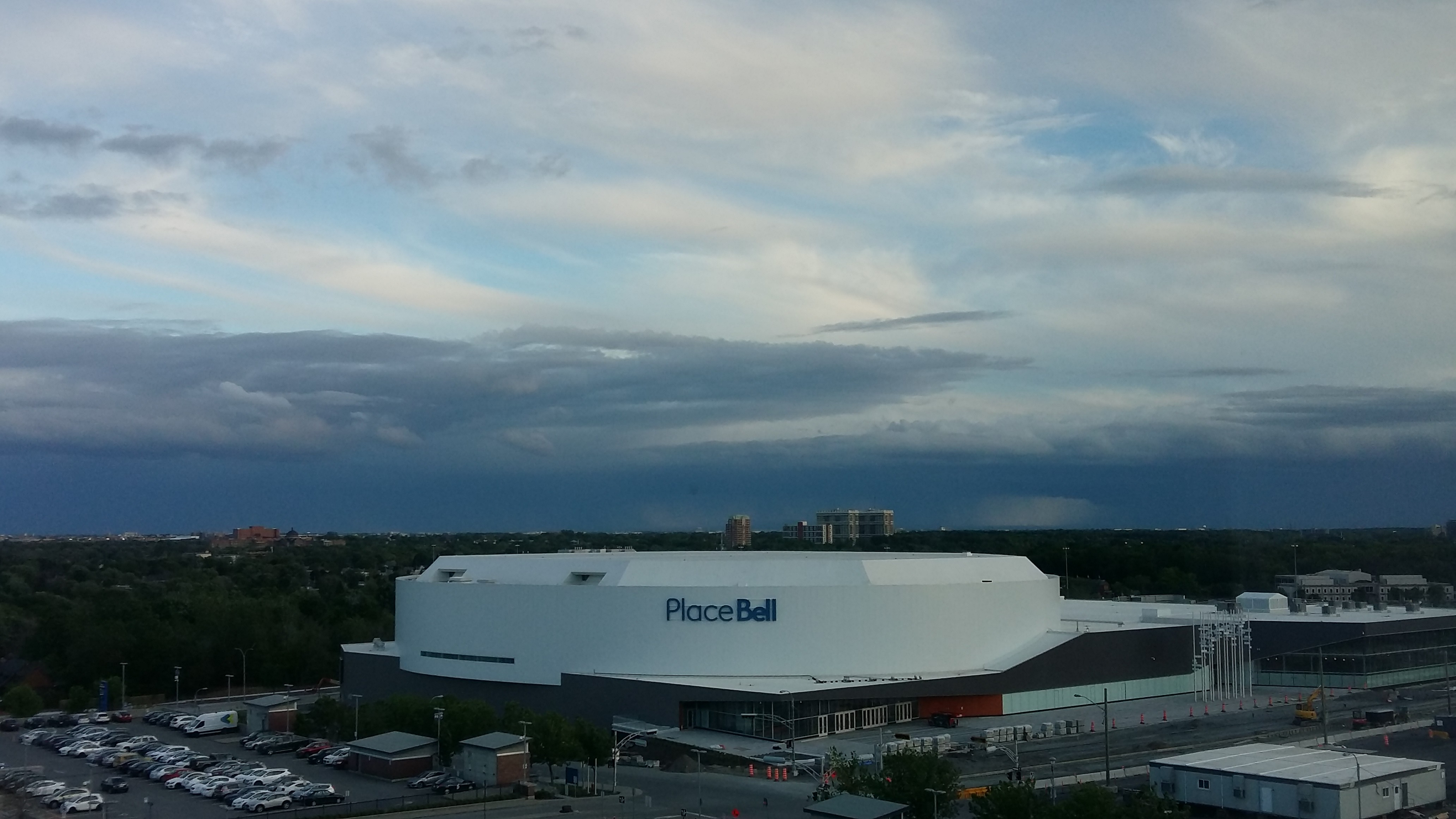
La Place Bell presque complétée en 2017.

L'aréna du Rocket, la Place Bell, est un complexe omnisports situé dans la Cité de la culture et du sport de Laval. Sa construction a débuté en 2014, le premier match de pré-saison y est présenté le 30 septembre 2017 et la première partie inaugurale officielle y est disputée le 6 octobre 2017. L'amphithéâtre principal avec une patinoire aux normes de la LNH où joue le Rocket possède 10 000 places assises, incluant 46 loges corporatives, ce qui la place au 3e rang des plus grandes patinoires au Québec, derrière le Centre Bell à Montréal et le Centre Vidéotron à Québec. Vincent Lucier est le président de cet amphithéâtre.

## Statistiques
| Saison    | PJ | V  | D  | DP | DTB | BP  | BC  | Pts | Classement                     | Séries éliminatoires |
| --------- | -- | -- | -- | -- | --- | --- | --- | --- | ------------------------------ | -------------------- |
| 2017-2018 | 76 | 24 | 42 | 7  | 3   | 206 | 281 | 58  | 7e place, division Nord        | Non qualifiés        |
| 2018-2019 | 76 | 30 | 34 | 6  | 6   | 195 | 231 | 72  | 7e place, division Nord        | Non qualifiés        |
| 2019-2020 | 62 | 30 | 24 | 5  | 3   | 183 | 182 | 68  | 6e place, division Nord        | Séries annulées      |
| 2020-2021 | 36 | 23 | 9  | 3  | 1   | 113 | 87  | 50  | 1re place, division Canadienne | Séries annulées      |
| 2021-2022 | 72 | 39 | 26 | 5  | 2   | 246 | 231 | 85  | 3e place, division Nord        | Éliminés au 3e tour  |
| 2022-2023 | 72 | 33 | 29 | 7  | 3   | 258 | 247 | 76  | 5e place, division Nord        | Éliminés au 1er tour |
| 2023-2024 | 72 | 33 | 31 | 6  | 2   | 235 | 242 | 74  | 7e place, division Nord        | Non qualifiés        |

## Personnalités de l'équipe

### Joueurs actuels
| No    | Nom                   | Nat. | Position       | Arrivée |
| ----- | --------------------- | ---- | -------------- | ------- |
| +001, | Jacob Fowler          |      | Gardien de but |         |
| +030, | Cayden Primeau        |      | Gardien de but |         |
| +002, | Noel Hoefenmayer      |      | Défenseur      |         |
| +005, | Gustav Lindström      |      | Défenseur      |         |
| +023, | Tyler Wotherspoon – A |      | Défenseur      |         |
| +024, | Logan Mailloux        |      | Défenseur      |         |
| +028, | Josh Jacobs           |      | Défenseur      |         |
| +056, | Adam Engström         |      | Défenseur      |         |
| +065, | Zack Hayes            |      | Défenseur      |         |
| +084, | William Trudeau       |      | Défenseur      |         |
| +010, | Joshua Roy            |      | Ailier gauche  |         |
| +011, | Rafaël Harvey-Pinard  |      | Ailier gauche  |         |
| +012, | Alex Barré-Boulet     |      | Centre         |         |
| +015, | Sean Farrell          |      | Attaquant      |         |
| +017, | Luke Tuch             |      | Ailier gauche  |         |
| +018, | Vincent Arseneau      |      | Ailier gauche  |         |
| +027, | Laurent Dauphin       |      | Attaquant      |         |
| +037, | Brandon Gignac – A    |      | Ailier gauche  |         |
| +042, | Lucas Condotta – C    |      | Ailier gauche  |         |
| +048, | Filip Mešár           |      | Ailier droit   |         |
| +049, | Jared Davidson        |      | Attaquant      |         |
| +062, | Owen Beck             |      | Centre         |         |
| +063, | Florian Xhekaj        |      | Centre         |         |
| +081, | Xavier Simoneau       |      | Centre         |         |

### Capitaines
- Byron Froese (2017-2019)
- Xavier Ouellet (2019-2022)
- Alex Belzile (2022-2023)
- Gabriel Bourque (2023-2024)
- Lucas Condotta (depuis 2024-2025)

### Entraîneurs
- Sylvain Lefebvre (2017-2018)
- Joël Bouchard, (2018-2019) à (2020-2021)
- Jean-François Houle, (2021-2022) à (2023-2024)
- Pascal Vincent, depuis 2024[14],[15]